# Instytut Pamięci Narodu
Instytut Pamięci Narodu (Ústav pamäti národa) – słowacka instytucja publiczna, która na mocy ustawy nr. 553/2002 Z.z. gromadzi i przetwarza wszystkie rodzaje informacji odnoszące się do okresu represji w latach 1939–1989 oraz dokumenty po byłych państwowych służbach bezpieczeństwa Słowacji i Czechosłowacji.
Instytut zapewnia Słowakom dostęp do akt ofiar, dysydentów oraz oprawców.
Rozpoczął działalność 1 maja 2003 roku. Jego pierwszym prezesem był Ján Langoš.